# Монеты Понтийского царства

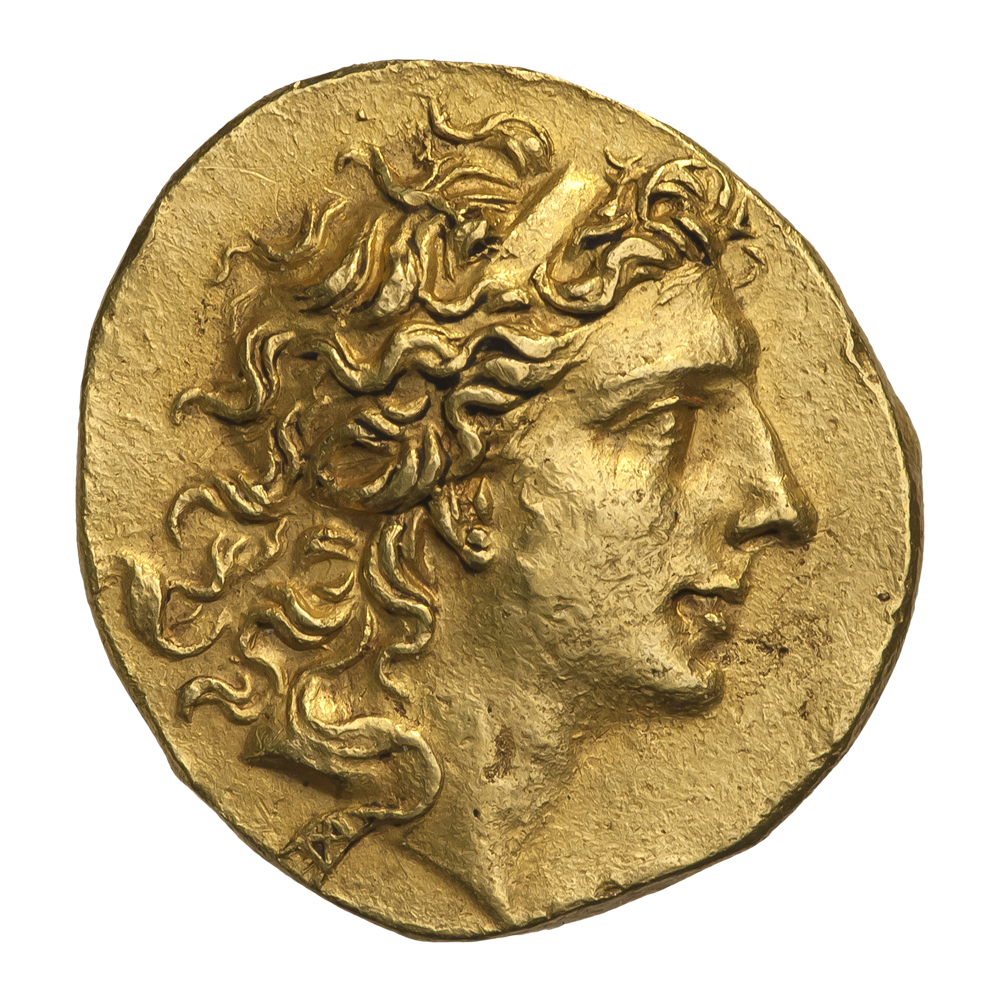
Понтийское царство. Пергам. Митридат VI Евпатор (120—63 гг. до н. э.). Статер. Аверс. Ок. 87—88 гг. до н. э.

История чеканки монет Понтийского царства, вероятно, началась во времена правления царя Митридата II, правившего ок. 250 до н. э. — ок. 210 до н. э. Для ранних понтийских монет образцом послужили монеты с изображением Александра Великого. Монеты поздней чеканки известны реалистичными портретами понтийских царей, которые подчёркивали свои иранские корни. Понтийский монетный портрет развивался изолированно от более широкой эллинистической традиции. Однако во время правления Митридата V и его сына Митридата VI Евпатора понтийская чеканка несколько отклонилась от восточных влияний.
Понтийские монетные дворы экспериментировали с новыми материалами для чеканки монет. При Митридате VI использовались чистая медь и латунь. Латунные монеты Митридата VI самые древние известные монеты из этого сплава. Понтийская чеканка получила широкое распространение в регионе восточного Средиземноморья и Причерноморья.

## Развитие Понтийской чеканки

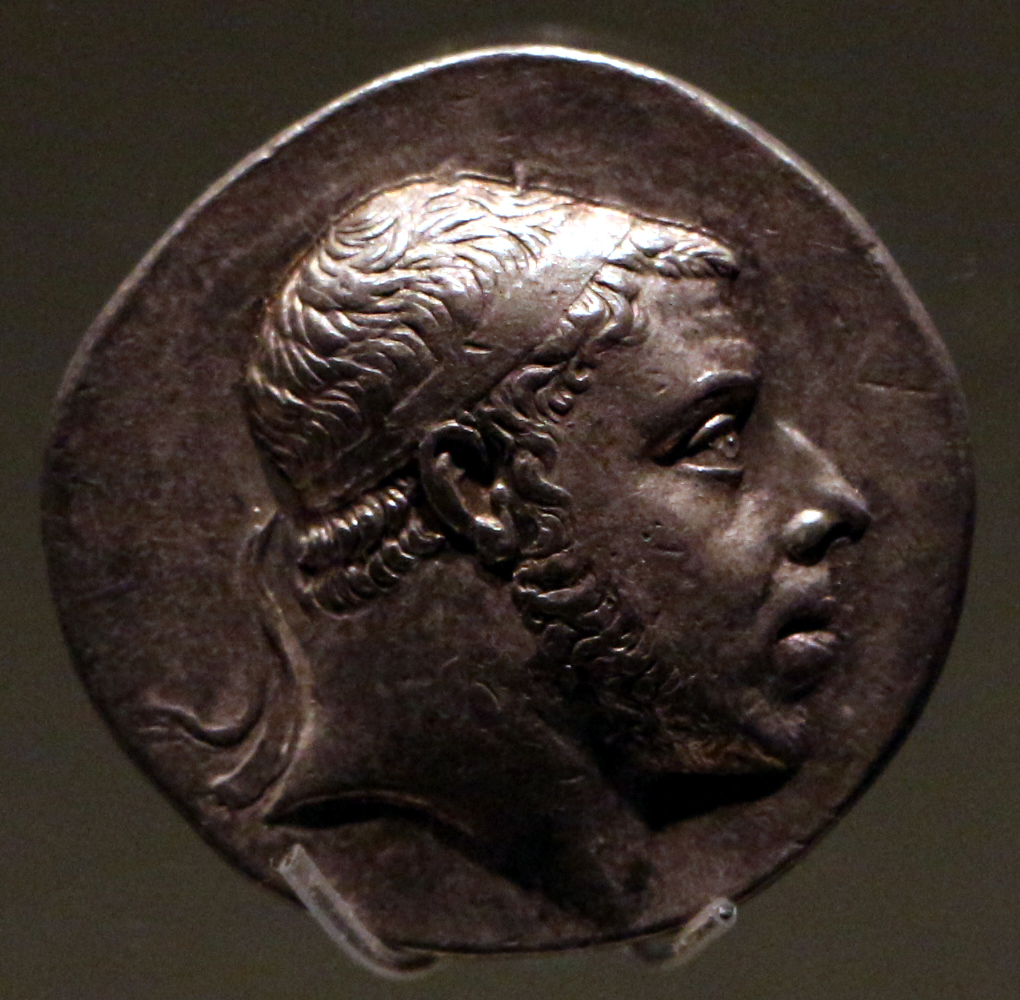
Монета Фарнака I (правил ок. 190—159 гг. до н. э.)

На землях будущего Понтийского царства располагались самостоятельные, преимущественно прибрежные города, основанные греками. Города, где имелись монетные дворы, почти исключительно были греческими колониями.
Вероятно, первая монета была отчеканена во время правления Митридата II, она была скопирована с монеты с изображением Александра Великого. К концу правления Митридата III (ок. 220 до н. э. — ок. 190 до н. э.) в обращении находилось значительное количество серебряной монеты. Это был первый понтийский царь, чей портрет появился на монете.
Монеты, выпущенные до правления Митридата VI, дошли до нашего времени в незначительном количестве. Это обстоятельство осложняет изучение понтийской чеканки. Вместе с тем достаточно легко решается проблема датировки монет. Так, монеты, отчеканенные Митридатом VI (120—63 годы до н. э.), большей частью имеют указание не только на год, но и на месяц выпуска.

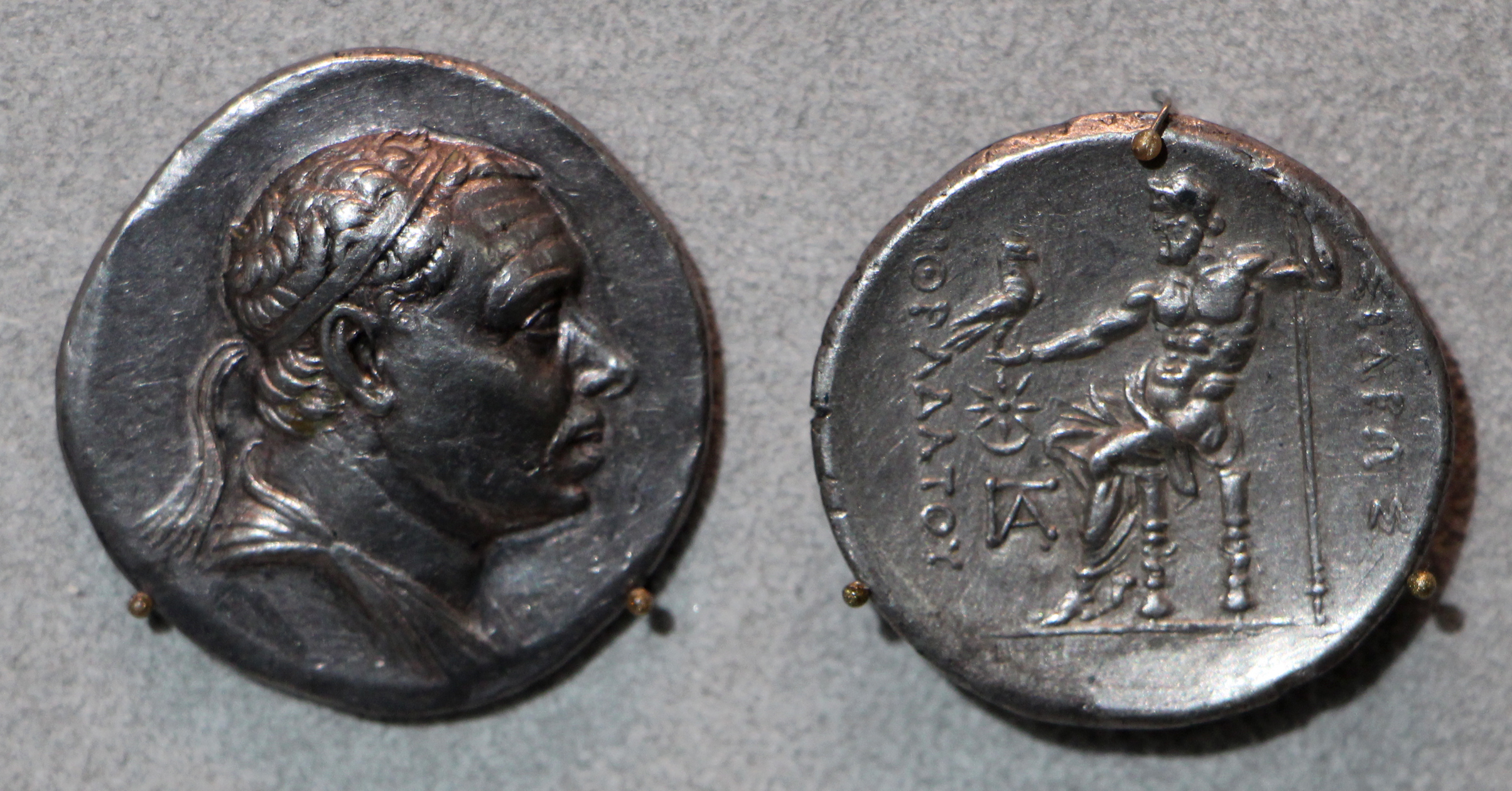
Монета Митридата III, 220-185 г.д.н.э.

Царские монеты отличались от монет городского чекана материалом — для них использовались золото и серебро, тогда как городские были медными. Имелось также отличие в изобразительных мотивах: на первых выбивался портрет царя и его имя, монета же города на реверсе имела его название. При Фарнаке I города утратили свою автономию и право чеканить монету. Митридат VI восстановил привилегию городов иметь свою собственную монету, однако, как это видно из стандартизации местной чеканки, она происходила под контролем царских чиновников.
Характерная особенность понтийских монет — реалистичные портретные изображения высокого качества. Подобным реализмом отличается только греко-бактрийская чеканка. Резчиками штемпелей для понтийских монет были греческие мастера. Правящая династия царства всячески подчёркивала своё иранское происхождение, и портреты правителей передают их восточные черты. Так, на одной стороне монеты Митридата III представлен Зевс, держащий орла, а на другой — неидеализированное изображение пожилого царя с бородой и коротко остриженными волосами.
Понтийский портрет развивался в стороне от типичного эллинистического искусства. Митридат V Эвергет стал первым правителем Понтийского царства, получившим относительно идеализированное изображение, возможно, это было продиктовано желанием царя подчеркнуть своё греческое происхождение. Тенденция, проявившаяся в портретных изображениях понтийских правителей, была продолжена его сыном Митридатом VI.
Обнаружение в Средиземноморье понтийских монет, относящихся к позднеэллинистическому периоду, указывает на торговые связи царства с землями, прилегающими к морю. Монеты понтийского чекана находятся в кладах с другими эллинистическими монетами. Такие клады были найдены на Ближнем Востоке и в юго-восточной Анатолии. Вполне вероятно, что понтийские деньги имели широкое распространение в восточном средиземноморском регионе.
С последнего десятилетия II века до н. э. понтийские цари утвердили свою власть в Боспорском царстве. В районе городов северного Причерноморья были обнаружены многочисленные клады и отдельные находки монет, в основном медных, городского чекана, относящихся к периоду правления Митридата VI. По мнению А. Зографа, беспрецедентное количество однотипных (для каждого номинала — свой тип) городских монет, выпущенных в правление этого царя, может объясняться только активной подготовкой к войне с Римом.

## Монеты в период правления Митридата VI

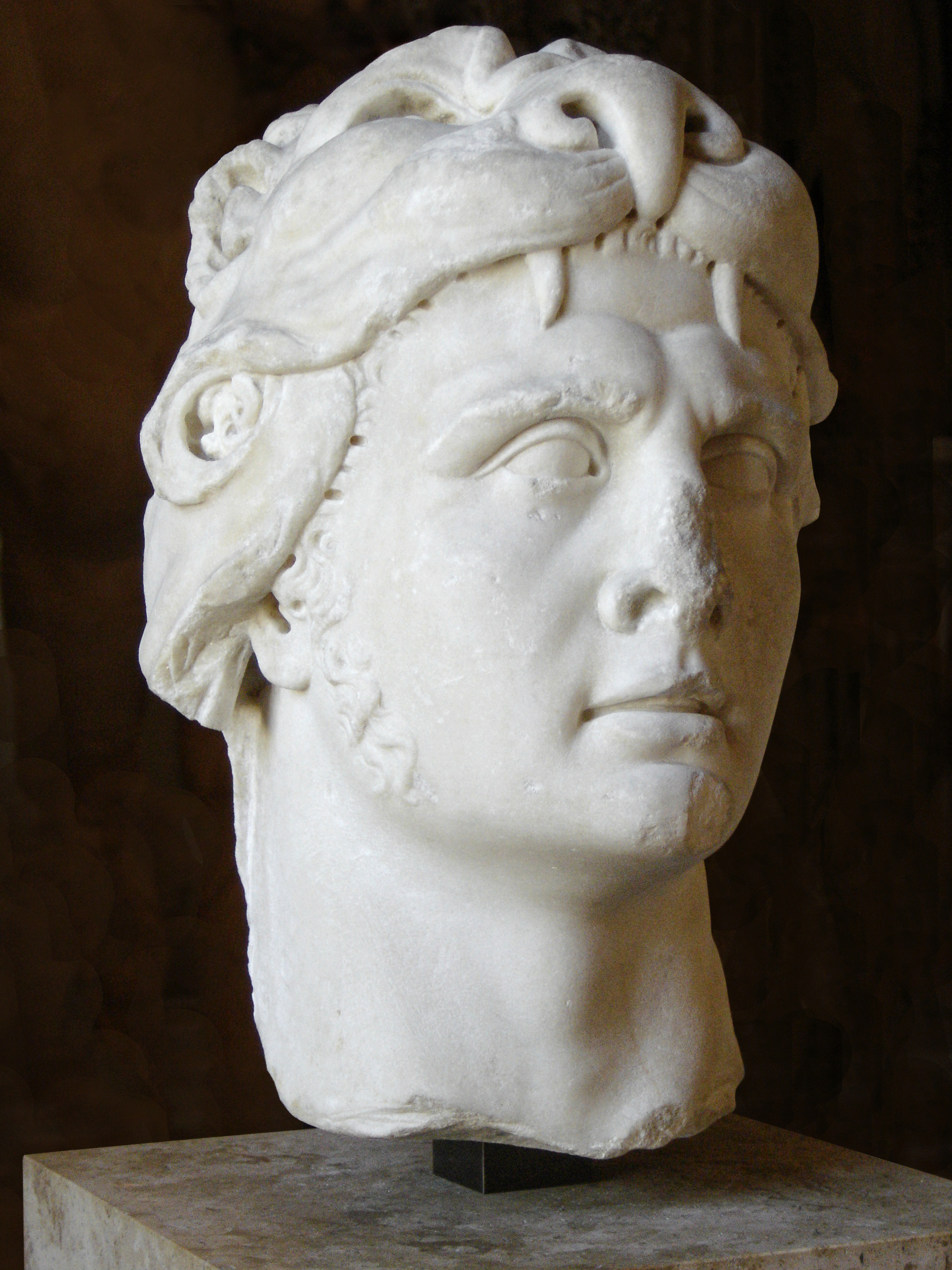
Митридат VI в образе Геракла. Мрамор, Рим (I в.)

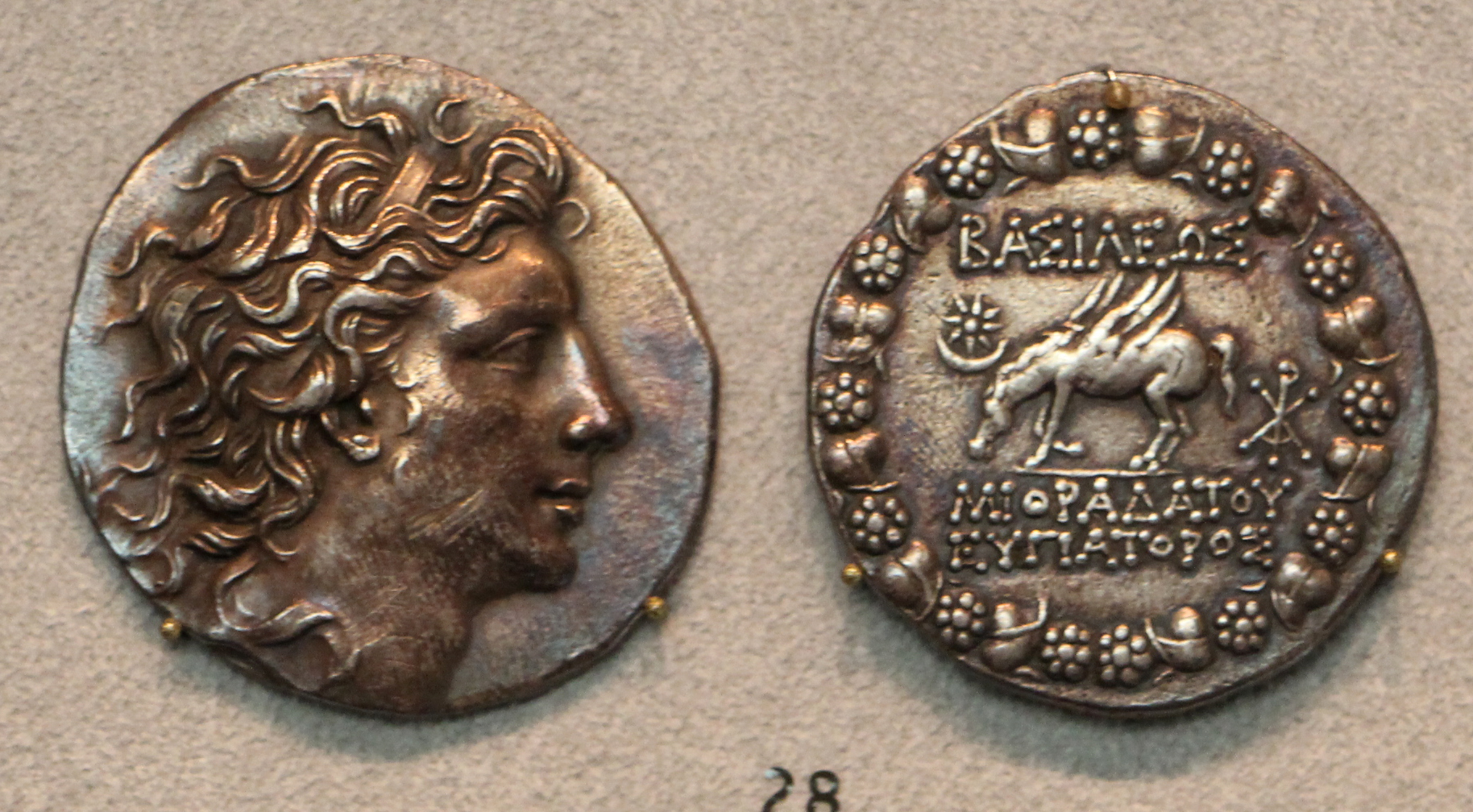
Тетрадрахма Митридата VI

Некоторыми исследователями было высказано предположение, что политика Митридата VI благоприятствовала развитию до того изолированных городов Центрального Причерноморья. Митридат дал право самым значительным городам чеканить свою монету.
Изображения на монетах Митридата VI напоминают портреты Александра Великого. В монетной глиптике понтийский царь представлен молодым человеком с волнистыми, как у Александра, волосами, зачёсанными назад, бакенбардами, крупным носом и узким лбом. Монеты Митридата относятся к позднему периоду, когда в портретах правителей проявилась общеэллинистическая тенденция к идеализации.
Наиболее распространенными мотивами для монет различных номиналов были пасущееся животное (Пегас или олень) со звездой и полумесяцем, а также листья плюща и винограда. Было высказано предположение, что после включения в Понтийское царство западных земель, изображение Пегаса на монетах сменилось оленем. Это изменение могло иметь под собой политическую мотивацию, поскольку мифологический Пегас связан с Персией. Митридат VI включил в некоторые монеты сцены из предания о Персее, чтобы подчеркнуть, что он является наследником одновременно Греции и Персии.
В правление Митридата в малоазийской части царства обращались в основном золотые статеры и серебряные тетрадрахмы с изображением царя, а также мелкая медная монета городских чеканов с названием городов в единственном числе и родительном падеже. В начале его царствования ходили, вероятно, также медные монеты номиналом с обола и меньше, где изображалась либо голова в кожаном шлеме, либо (у меньших номиналов) только кожаный шлем. Эти безымянные монеты с инициалами, возможно, выпускались местными правителями, подчинёнными Митридату, либо царскими наместниками.
В отличие от Понта на Боспоре в денежном обращении золотые и серебряные монеты с портретом царя были немногочисленны. Здесь и после присоединения к Понтийскому царству продолжали использоваться статеры Лисимаха византийской чеканки, выпускались также и новые статеры, где изображениям придавались черты Митридата и его наследников. В обращении оставались серебряные пантикапейские драхмы, имевшие хождение в период до присоединения. Самыми ранними монетами, выпущенными Пантикапеем в правление Митридата, являются оболы, датируемые концом II — началом I в. до н. э., с Посейдоном на лицевой стороне и пророй (нос корабля, эмблема мореплавания и кораблестроения) на обороте, подобные понтийским оболам с головой Зевса и орлом. Более распространены были средние монеты — тетрахалки с изображением на лицевой стороне Артемиды и лежащего оленя на обороте, их чеканила также Фанагория. Самыми мелкими были монеты с головой Афины и трезубцем на обороте.
Выпуски монет в первой четверти I в. до н. э. осуществляли все три крупных города Боспора — Пантикапей, Фанагория, Горгиппия. В эту группу входят серебряные дидрахмы с головой молодого Диониса и названием города в венке из плюща, драхмы с изображениями Артемиды и бегущего либо пасущегося оленя и триоболы с Дионисом и тирсом. Из медной монеты самым крупным номиналом был обол с головой Мена на одной стороне и Дионисом с пантерой на другой, за ним следовал тетрахалк с изображением головы Аполлона и треножника с тирсом, самые мелкие — со звездой или крылом на одной стороне и треножником на обороте. Серебряные монеты и два крупных номинала медной имели одну и ту же монограмму, которую некоторые исследователи (Гиль) считали монограммой Митридата.
Медная и латунная монета широко использовались при финансировании военных кампаний Митридата против Рима. Первоначально считалось, что римляне первыми выпустили латунные монеты. Известны образцы времен правления Юлия Цезаря и Октавиана Августа (выпущенные в результате денежной реформы 23 г. до н. э.). Исследования, проведенные в 1970-х годах, показали, что этот редко используемый в античном мире сплав был применён на пятьдесят лет раньше для чеканки денег Митридатом VI, и его можно считать первым правителем, использующим латунь. Современные анализы показали, что некоторые из его монет, ранее считавшихся бронзовыми, на самом деле сделаны из латуни.